# Constantin Teleman
Constantin S. Teleman (Romênia) é um matemático romeno-estadunidense. Trabalha com geometria algébrica e topologia algébrica, grupos de Lie e grupos loop e sua representação e ligação com a física matemática (teoria quântica de campos).
Teleman estudou a partir de 1987 na Universidade Harvard, onde obteve um mestrado em 1991 e um doutorado em 1994, orientado por Raoul Bott (e Graeme Segal, com quem esteve na Universidade de Cambridge), com a tese Lie Algebra Cohomology and the Fusion Rules. Depois foi Szegö Assistant Professor na Universidade Stanford. Em 1999 foi professor assistente na Universidade do Texas em Austin. Em 2001 foi Lecturer e em 2003 Reader no St John's College (Cambridge). Em 2007 foi professor da Universidade de Edimburgo.
Recebeu o Prêmio Whitehead de 2002 e o Prêmio Berwick de 2014. Foi palestrante convidado do Congresso Internacional de Matemáticos em Seul (2014).

## Obras
- com Dan Freed: Relative Quantum Field Theory, Commun. Math. Physics, Volume 326, 2014, p. 459–476, Arxiv
- com Edward Frenkel: Geometric Langlands correspondence near opers. J. Ramanujan Math. Soc. 28 A, 2013, p. 123–147, Arxiv
- The structure of 2D semi-simple field theories,  Invent. Math., Volume 188, 2012, p. 525–588, Arxiv
- com Daniel Freed, Michael J. Hopkins: Loop groups and twisted K-theory, Teil 1, Journal of Topology, Volume 4, 2011, 737–799, Teil 2, J. Amer. Math. Soc., Volume 26, 2013, 595–644, Teil 3, Ann. of Math., Volume 174, 2011, p. 947–1007, Teil 1, Arxiv, Teil 2, Teil 3, Arxiv
- com Daniel Freed, Michael J. Hopkins, Jacob Lurie: Topological Quantum Field Theories from Compact Lie Groups, in P. R. Kotiuga (Hrsg.), A celebration of the mathematical legacy of Raoul Bott,  AMS 2010, Arxiv
- com Christopher T. Woodward: The index formula for the moduli of G-bundles on a curve. Ann. of Math., Volume 170, 2009, p. 495–527, Arxiv
- com Susanna Fishel, Ian Grojnowski: The strong Macdonald conjecture and Hodge theory on the loop Grassmannian,  Ann. of Math., Volume 168, 2008, p. 175–220, Arxiv
- The quantization conjecture revisited, Ann. of Math., Volume 152, 2000, p. 1–43, Arxiv